# Iglandini González
Iglandini González, född 5 februari 1965, är en friidrottare från Colombia. Hon deltog vid olympiska sommarspelen 1996 och olympiska sommarspelen 2000.